# Angelica Augustsson Zanotelli

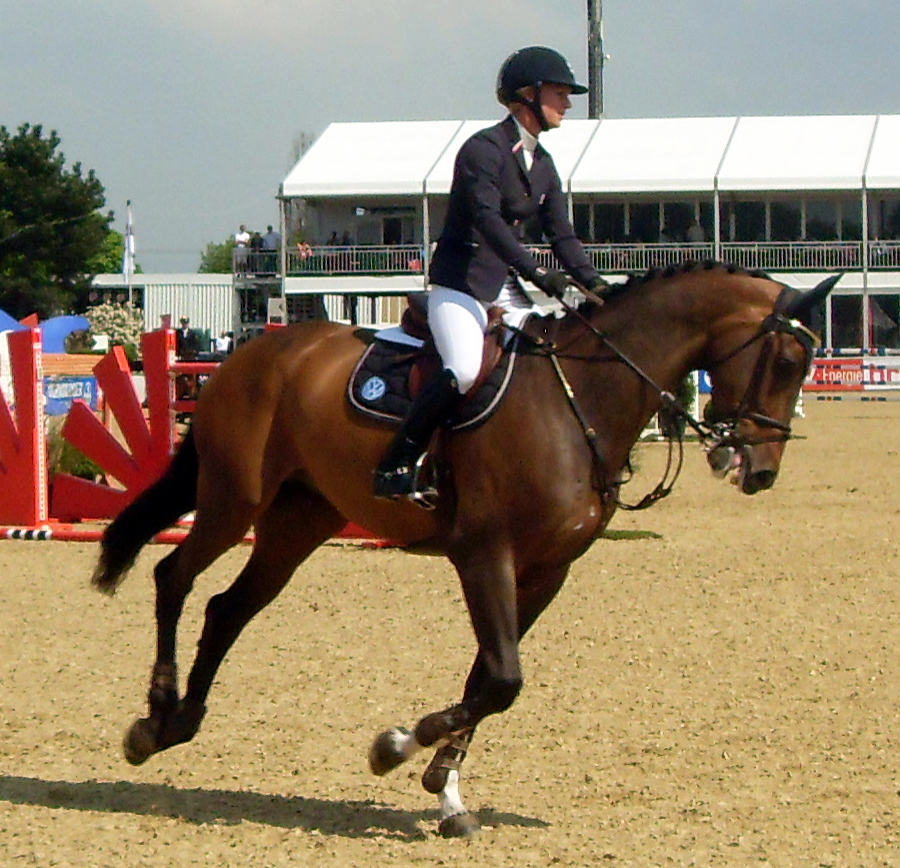
Angelica Augustsson mit Lacidos beim 50. Maimarkt-Turnier in Mannheim (2013)

Angelica Augustsson Zanotelli (* 9. Januar 1987 in Onsala, Hallands län) ist eine schwedische Springreiterin.
Im April 2012 befand sie sich auf Platz 67 der Weltrangliste.

## Werdegang
Augustsson erarbeitete sich als Kind Reitstunden, indem sie in den Reitstätten aushalf. Später ritt sie für andere Personen Pferde und bildete diese aus. Da sie, im Gegensatz zu vielen anderen Reitern, aus keiner betuchten Familie stammt, hatte ihr Vater zwei Jobs um ihr den Weg in den Sport zu ermöglichen. Sie besaß niemals ein eigenes Pferd, dennoch erreichte sie es aufgrund ihres Ehrgeizes, dreimal schwedische Meisterin der Ponyreiter zu werden. Im Jahr 2005 nahm sie an den Junioren-Europameisterschaften im Springreiten teil.
Im Jahr 2006 wurde sie von Dietmar Gugler entdeckt, der ihr Talent erkannte. Ab diesem Zeitpunkt war sie in Guglers Stall in Pfungstadt angestellt und ist hier für Ausbildung, Training und Turnierpräsentation der Sportpferde sowie für die Kundenbetreuung zuständig. Sie nahm insgesamt an drei Europameisterschaften für Junge Reiter teil. Nach mehreren Erfolgen bei großen Reitsportveranstaltungen hatte sie Anfang 2011 ihren Internationalen Durchbruch, als sie mit Mic Mac du Tillard das Weltcupspringen an der Göteborg Horse Show gewann. Ebenfalls im Jahr 2011 nahm nach Abschluss ihrer Junge Reiter-Zeit erstmals an einem internationalen Championat teil.
Ende des Jahres 2013 zag Augustsson nach Belgien, wo sie in Lasne tätig ist. Am 13. Juni 2015 heiratete sie den brasilianischen Springreiter Marlon Zanotelli in Belgien. Mit der Eheschließung nahm sie den Namen Augustsson Zanotelli an. Im Februar 2016 wurde ihre gemeinsame Tochter geboren.

## Pferde (Auszug)
Ehemalige Turnierpferde:
- Mic Mac du Tillard (* 2000), Selle Français Fuchsstute, Vater: Cruising, Muttervater: Galoubet A, Besitzer: Bernadette Lejeune + Angelica Augustsson
- L B Sir Singular (* 1999), dunkelbrauner Hannoveranerwallach, Vater: Singular Joter, Muttervater: Graf Grannus, Besitzer: Hans Liebherr, bis zum Sommer 2011 von Christina Liebherr geritten, seit dem Jahr 2013 von Daniel Böttcher geritten
- Walter 61 (* 2002), Rappwallach, Vater: Werenfels, Muttervater: Donator, im Mai 2012 nach Venezuela verkauft

Ihr nicht einfach zu reitendes Erfolgspferd Mic Mac du Tillard ritt sie erstmals, als die Stute sechs Jahre als war. Nach ersten Erfolgen wurde es an Georgina Bloomberg verkauft und in Midtown du Tillard umbenannt. Nachdem es dauerhaft Probleme zwischen Pferd und neuer Reiterin gab, wurde das Pferd an seine Züchterin und an Augustsson verkauft und trägt nun wieder seinen alten Namen. Nach ihrem Weggang aus dem Stall Gugler übernahm David Will den Betritt des Pferdes.

## Erfolge
- Europameisterschaften:
  - 2005, Schaffhausen (Junioren): mit Ramzez 5. Platz mit der Mannschaft und 6. Platz in der Einzelwertung
  - 2006, Athen-Markopoulo (Junge Reiter): mit Odette W 7. Platz mit der Mannschaft und 14. Platz in der Einzelwertung
  - 2007, Auvers (Junge Reiter): mit C'Est la Vie 8. Platz mit der Mannschaft und 35. Platz in der Einzelwertung
  - 2008, Prag (Junge Reiter): mit C'Est la Vie 8. Platz mit der Mannschaft und 19. Platz in der Einzelwertung
  - 2011, Madrid: mit Mic Mac du Tillard 5. Platz mit der Mannschaft und 28. Platz in der Einzelwertung
  - 2013, Herning: mit Mic Mac du Tillard 3. Platz mit der Mannschaft und 76. Platz in der Einzelwertung